# عبد الرزاق حسين الخالدي
عبد الرزاق بن حسين بن رمضان الخالدي (1918 - 21 يناير 1993) (1337 - 28 رجب 1413) عالم مسلم ومدرس ديني وشاعر سوري. ولد في دير الزور ونشأ في عائلة متدينة ووالده كان مفتيًا على المذاهب الأربعة. أخذ العلم على والده وغيره وجرت له لقاءات كثيره من علماء الشام وحلب، حتى أصبح عالمًا له إلمامه في علوم اللغة العربية والقرآن وتفسيره وحتى العلوم الطبية التقليدية. درّس في الثانوية الشرعية بمدينته وكان بيته منتدى يؤمّه الطلبة. توفي في مسقط رأسه. له أشعار كثير في الأخلاق والآداب، جمع في ديوان. وله عدة كتب في الدين ووصايا وحكم وشروحات وتعليقات. 

## سيرته
ولد عبد الرزّاق بن حسين بن رمضان الخالدي في مدينة دير الزور في سنة 1337 هـ/ 1918 م ونشأ بها في عائلة متدينة علمية فوالده كان علامة ومفتيًا على المذاهب الأربعة، متبحرًا في علوم العربية والتصوف. وجده رمضان أيضًا كان من العلماء في عصره. حضر مع والده في الندوات والمساجلات الفكرية والفقهية في دير الزور. قد أخذ العلم على والده أولًا، ثم على عدد من علماء الشام وخصوصًا حلب. وكان له لقاءات كثيرة معهم، أمثال محمد الهاشمي وعبد الكريم الآوي وأحمد الحارون والكتاني ومصطفى السباعي. 

برز بوصفه عالمًا مطلعًا موسوعي المعرفة، له إلمام في العلوم العربية والقرآن والتفسير وحتى علوم الطبية التقليدية. اشتغل بالتدريس ودرَّس في الثانوية الشرعية بمدينته، واشتهر بيته كمنتدى يؤمّه طلبة. وممن كان يحضر مجلسه أحمد السراج وقطب الدين الحامدي. قد خلّف عددًا من الطلبة أمثال حيدر مصطفی بشعان البدراني وأخيه عبد الناصر، حسن حسني، والشاعر شريف القاسم.
توفي في مسقط رأسه في 28 رجب 1413 /21 يناير 1993. 

## شعره
ترك شعرًا كثيرًا في الأخلاق والآداب، وامتاز بالصفاء والرقة، وقد جُمع في ديوان ضخم يبلغ أكثر من خمسمائه صحفة، ونشر عددًا من القصائد والمقالات في الدوريات العربية.

## مؤلفاته
- وحدة الشهود
- تعليق على الحكم العطائية
- ديوان أشعاره